# Val Rita-Harty
Val Rita-Harty to gmina (ang. township) w Kanadzie, w prowincji Ontario, w dystrykcie Cochrane.
Powierzchnia Val Rita-Harty to 382,64 km². Według danych spisu powszechnego z roku 2001 Val Rita-Harty liczy 1022 mieszkańców (2,67 os./km²).